# Montagny-la-Ville
Montagny-la-Ville (toponimo francese; in tedesco Montenach-Stadt, desueto) è una frazione del comune svizzero di Montagny, nel Canton Friburgo (distretto della Broye).

## Storia

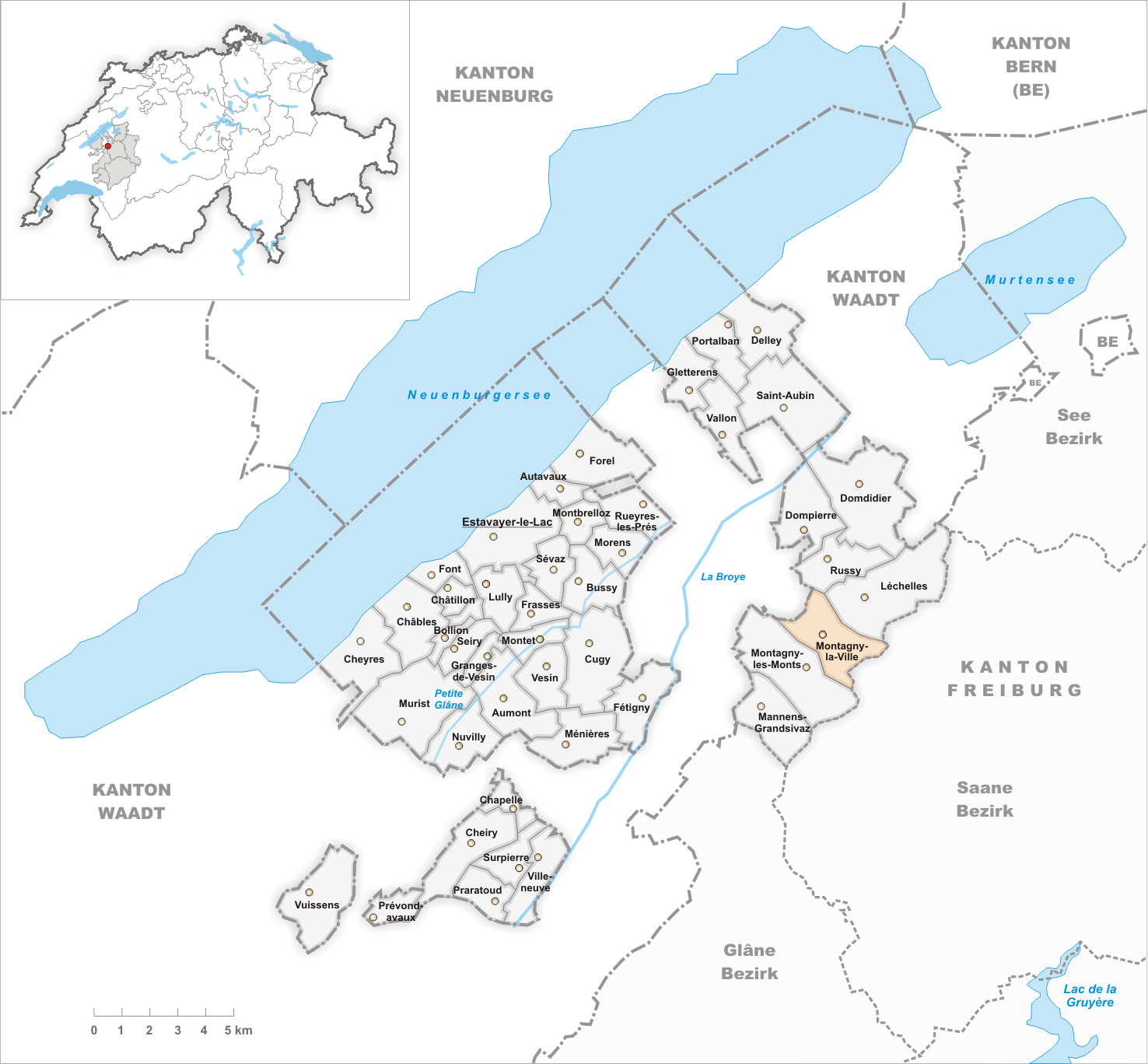
Il territorio del comune di Montagny-la-Ville prima degli accorpamenti comunali del 2000

Già comune autonomo, nel 2000 è stato accorpato all'altro comune soppresso di Montagny-les-Monts per formare il nuovo comune di Montagny.

## Monumenti e luoghi d'interesse
- Cappella cattolica di San Pietro, eretta nel XVII secolo[1].

## Società

### Evoluzione demografica
L'evoluzione demografica è riportata nella seguente tabella:
Abitanti censiti

## Amministrazione
Ogni famiglia originaria del luogo fa parte del comune patriziale che ha la responsabilità della manutenzione di ogni bene comune.